# Levocabastine
Levocabastine (tên thương mại Livostin) là một chất đối kháng thụ thể H 1 thế hệ thứ hai được chọn lọc được phát hiện tại Janssen Pharmaceutica vào năm 1979. Nó được sử dụng cho viêm kết mạc dị ứng.
Cùng với vai trò là thuốc kháng histamine, levocabastine sau đó cũng đã được tìm thấy hoạt động như một chất đối kháng mạnh và chọn lọc đối với thụ thể neurotensin NTS2, và là loại thuốc đầu tiên được sử dụng để mô tả các loại phụ thần kinh khác nhau. Điều này đã làm cho nó trở thành một công cụ hữu ích cho việc nghiên cứu thụ thể này.
Thuốc dược phẩm Bilina là sự kết hợp của Levocabastine, benzalkonium chloride và các thành phần khác và thường được sử dụng 0,5  mg/ml dưới dạng thuốc nhỏ mắt, pha chế trong chai 4ml để điều trị viêm kết mạc dị ứng hoặc các tình trạng mắt dị ứng tương tự.